# Кућа Мулалић
Кућа Мулалић је национални споменик Босне и Херцеговине. Налази се у центру Добоја у Републици Српској. Кућа потиче из 19. века и представља један од ретко сачуваних примера градске куће из тог периода. Првобитни власник куће била је породица Ђановић, а крајем Првог светског рата продата је браћи Мулалић чији је наследници и даље користе. (децембар 2019.)

## Локација
Кућа Мулалић се налази у централним градским деловима Добоја. Саграђена је у улици Краља Александра на броју 5. Пре рата, из средине деведесетих година прошлог века улица је носила назив И. Капетановића. У непосредној близини куће налазе се римокатоличка Црква Пресветог срца Исусовог и џамије Доње махале Трњак.
Први писани трагови о власнику куће потичу из 1890. године, када је она заведена у катастарским књигама.

## Опис културног добра
Кућа Мулалић је типична градска спратна кућа с препустом. Грађена је од ћерпича и дрвета на ниском каменом подзиду.
Приземна етажа се простире на нешто више од 77 квадратних метра. Поседује два спољна улаза. Након рекострукције кућа је подељена на два приближно једнака дела и дозидане су по једна просторија у сваком делу. У оба приземна дела налази се ходник и дневна соба. Такође у приземљу су смештени кухиња и једна мања соба за спавање. До првог спрата долази се дрвеним степеништем. Основа спрата је већа од приземља за око 15 центиметара са свих страна. Просторије на спрату су приближно истих димензија и распореда као у приземљу. Фасада куће је једноставне форме. Након обнове куће, 1996. године, спољашност је омалтерисана и офарбана у бело а столарија је замењена. Оригинална кровна конструкција била је од дрвета и покривена бибер црепом. Надограђени делови су покривени црепом новијег изгледа и модела.
Надомак куће налазе се амбар и бунар који нису у функцији. Такође у дворишту се налазе више помоћних објеката грађених током друге половине 20. века.
Да би послао сина на студије медицине у Беч, Хасиб-бег ефендија Ђанановић је продао имање браћи Емину и Мустафи Мулалић. Ратне године Првог и Другог светског рата нису битно утицале на изглед и оштећење куће. Међутим, 1934. године наследници куће су извршили поделу на два одвојена дела. Нови сукоби приморали су становнике куће да је напусте у октобру 1992. године. Крајем исте године, кућа је делимично оштећена приликом минирања оближе цркве Пресветог срца Исусовог. Након завршетка оружаних сукоба 1995. године, породице се поново враћају у свој дом.

## Степен заштите
Комисија за очување националних споменика Босне и Херцеговине је марта 2011. донела олуку да се кућа породица Мулалић прогласи за историјску грађевину и заштити као национални споменик Босне и Херцеговине. Пре проглашења, кућа је уживала заштиту III категорије према категоризацији општинског плана Добоја.